# 1643
- Wikisource

| Calendário gregoriano                                                        | 1643 MDCXLIII                        |
| Ab urbe condita                                                              | 2396                                 |
| Calendário arménio                                                           | 1092 – 1093                          |
| Calendário bahá'í                                                            | -201 – -200                          |
| Calendário budista                                                           | 2187                                 |
| Calendário chinês                                                            | 4339 – 4340 Início a 19 de fevereiro |
| Calendário copta                                                             | 1359 – 1360                          |
| Calendário etíope                                                            | 1635 – 1636                          |
| Calendários hindus - Vikram Samvat - Calendário nacional indiano - Cáli Iuga | 1698 – 1699 1564 – 1565 4743 – 4744  |
| Calendário Holoceno                                                          | 11643                                |
| Calendário islâmico                                                          | 1053 – 1054                          |
| Calendário judaico                                                           | 5403 – 5404                          |
| Calendário persa                                                             | 1021 – 1022                          |
| Calendário rúnico                                                            | 1893                                 |
| Calendário solar tailandês                                                   | 2186                                 |

1643 (MDCXLIII, na numeração romana)  foi um ano comum do século XVII do actual Calendário Gregoriano, da Era de Cristo, e a sua letra dominical foi D (53 semanas), teve início a uma quinta-feira e terminou também a uma quinta-feira.
| Ano completo                        |
| ----------------------------------- |
| Ano comum com início à quinta-feira |

## Eventos
- O cientista italiano Evangelista Torricelli realiza experiências com uma coluna de vidro cheia de mercúrio para demonstrar a teoria da pressão atmosférica e a sua medição com o barómetro.
- Cidade de Tolanaro é fundada por franceses[1].

### Janeiro
- 18 de janeiro - Por alvará deste dia, o rei D. João IV de Portugal cria a Junta dos Três Estados para administrar os tributos lançados para custear as despesas militares decorrentes da Guerra da Restauração.
- 4 de janeiro - Nasce Isaac Newton.

### Abril
- 1 de abril - Por Alvará deste dia, o rei D. João IV de Portugal concede à cidade de Angra o título de "Cidade Sempre Leal", pela sua bravura durante a Guerra da Restauração.[2][3]

### Maio
- 14 de maio - Luís XIV de França torna-se rei aos quatro anos.

### Julho
- 1 de julho — Primeira reunião da Assembleia de Westminster, um conselho de teólogos ("divinos") e membros do Parlamento da Inglaterra nomeados para reestruturar a Igreja Anglicana, na Abadia de Westminster, em Londres.

### Em andamento
- Guerra civil inglesa (1642–1649).
- Guerra dos Trinta Anos (1618–1648).

## Nascimentos
- 4 de janeiro - Físico inglês Isaac Newton (f. 1727).
- 21 de agosto - Rei Afonso VI de Portugal (f. 1683).

## Mortes
- 3 de Janeiro - Rodrigo da Cunha, arcebispo de Lisboa, que teve um papel muito importante na Restauração da Independência de Portugal (n.  de 1577).
- 14 de Maio - Luís XIII de França.

## Por tema
- 1643 na ciência
- 1643 na música